# Bélmez de la Moraleda
Bélmez de la Moraleda è un comune spagnolo di 1 894 abitanti situato nella comunità autonoma dell'Andalusia.
Il paese è noto per il presunto fenomeno paranormale dei volti di Bélmez.